# Courbeveille

Courbeveille este o comună în departamentul Mayenne, Franța. În 2009 avea o populație de 646 de locuitori.